# 世界港口日
世界港口日, (荷蘭語：Wereldhavendagen) 是荷兰鹿特丹每年九月举行的年度海事节日，也是人数参与最多的荷兰事件之一。

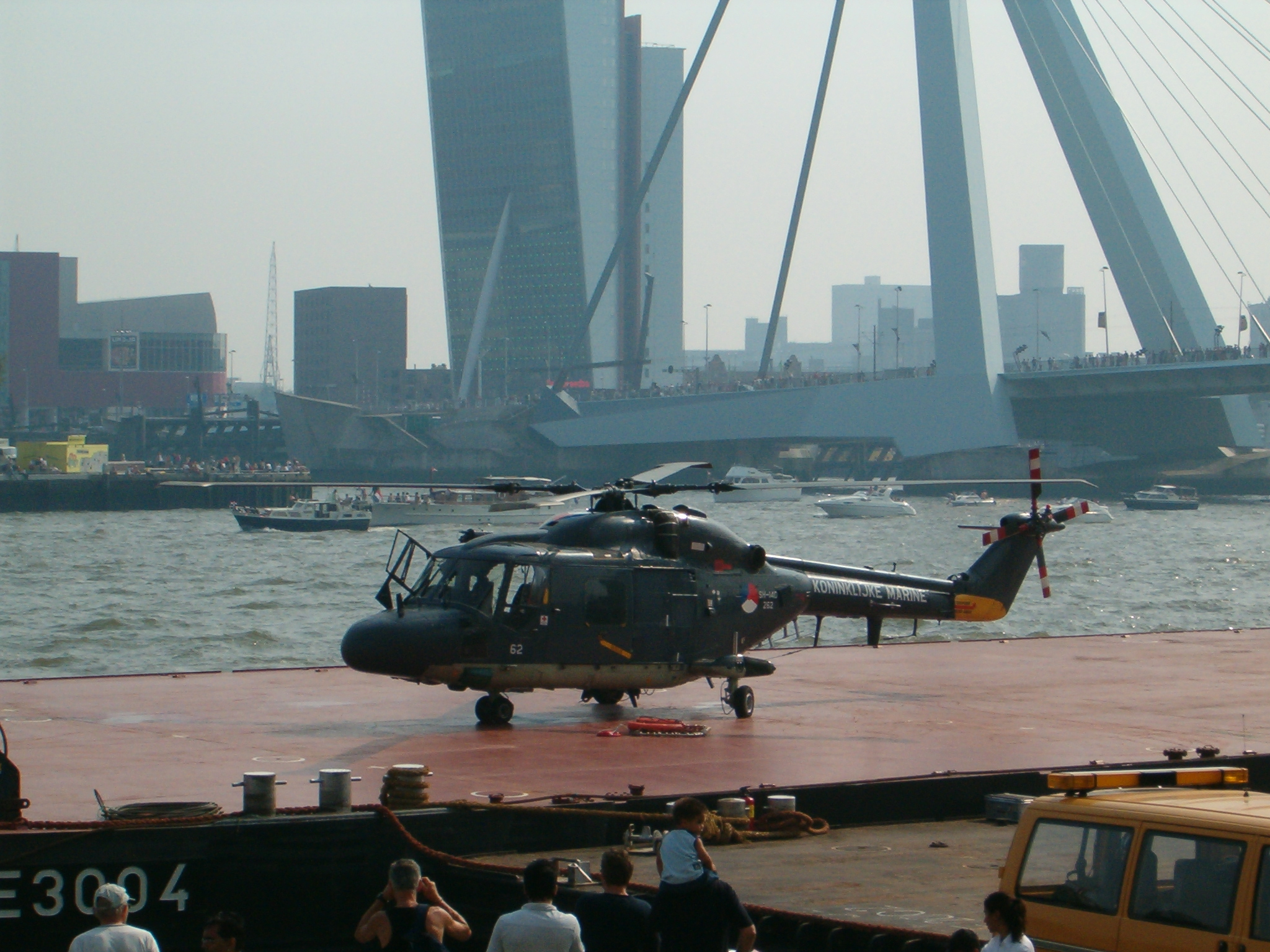
2004年世界港口日表演

## 亮点
节日活动主要包括：
- 船舰游行
- 航海技术展示
- 研讨会
- 展览
- 音乐

## 日期
- 第30届世界港口日：2007年9月7日，8日，9日。
- 第31届世界港口日：2008年9月5日，6日，7日。
- 第32届世界港口日：2009年9月4日，5日，6日。
- 第33届世界港口日：2010年9月2日，3日，4日。
- 第34届世界港口日：2011年9月2日，3日，4日。
- 第35届世界港口日：2012年9月7日，8日，9日。
- 第36届世界港口日：2013年9月6日，7日，8日。
- 第37届世界港口日：2014年9月5日，6日，7日。
- 第38届世界港口日：2015年9月4日，5日，6日。
- 第39届世界港口日：2016年9月2日，3日，4日。